# Johannes Pelcking

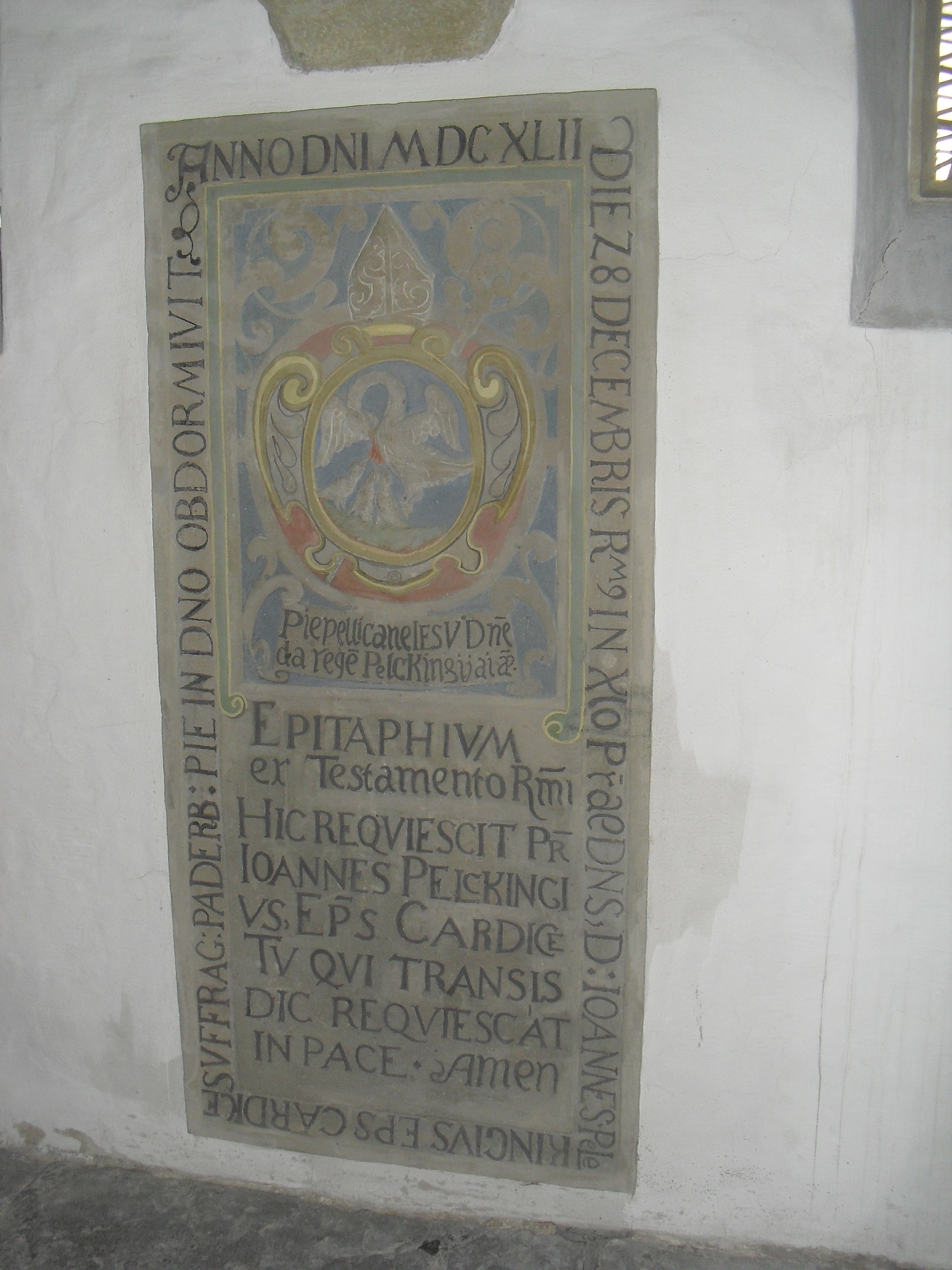
Grabplatte im Paderborner Dom

Johannes Pelcking OFMConv (* 16. September 1573 in Münster, Westfalen; † 28. Dezember 1642 in Paderborn) war Weihbischof in Paderborn, Hildesheim und in Münster.

## Leben
Pelcking trat 1591 der Ordensgemeinschaft der Minoriten bei und empfing am 17. Dezember 1597 die Priesterweihe. Zunächst wirkte er als Prediger in Kleve, später als Guardian in Dortmund, wo es 1604 zu tumultartigen Auseinandersetzungen zwischen Minoriten und Bürgerschaft kam, so dass Pelcking zweimal aus der Stadt gewiesen wurde. 1610 wurde er zum Provinzialminister der Kölnischen Minoritenprovinz gewählt.
Am 16. Dezember 1619 ernannte ihn Papst Paul V. auf Antrag des Kölner Kurfürsten Ferdinand von Bayern zum Titularbischof von Cardicium und bestellte ihn zum Weihbischof in Paderborn, Hildesheim und Münster. Die Bischofsweihe empfing er am 3. Mai 1620 durch den Kölner Weihbischof Otto Gereon von Gutmann zu Sobernheim. Gleichzeitig wurde er Generalvikar in Paderborn und Hildesheim  und betrieb eine intensive Rekatholisierungspolitik.
Er galt als Befürworter der Hexenprozesse, war ein entschiedener Gegner der Cautio Criminalis von Friedrich Spee und bekundete wiederholt seine „Abscheu“ in Briefen an Franz Wilhelm von Wartenberg, den Fürstbischof von Osnabrück.
In der Erzbischöflich-Akademischen Bibliothek Paderborn (EAB Paderborn) existiert unter laufender Nummer 1128 ein Porträt von Johannes Pelcking.

## Weihehandlungen
- 1629: Franziskanerkloster mit St. Katharina-Kirche in Rietberg[6]